# Aero-Kamov Aircompany
La compagnia aerea russa Aero-Kamov Aircompany è stata creata sulla base della casa produttrice degli elicotteri russi Kamov nel 1994. Lo hub principale della compagnia aerea è l'Aeroporto di Mosca-Bykovo, il hub secondario è l'Aeroporto di Soči-Adler.

## Storia
La compagnia aerea russa Aero-Kamov Aircompany è stata fondata con lo scopo di fornire gli elicotteri Kamov per il trasporto aereo.
Dal dicembre 2005 l'Aero-Kamov Aircompany fa parte della HAI (Helicopter Association International).
La compagnia aerea Aero-Kamov Aircompany è unica compagnia russa che può utilizzare gli elicotteri Kamov Ka-32 24 ore al giorno per il trasporto aereo nelle città russe.
La compagnia aerea russa è un trasportatore ufficiale dell'ONU.

## Strategia
La compagnia aerea russa è impegnata nei trasporti con gli elicotteri in tutte le parti del mondo e dispone di tutte le licenze per trasporto aereo utilizzando la flotta composta dagli elicotteri Kamov.
Nell'Aero-Kamov attualmente è stata inviata la procedura per entrare nella FIATA (Federation Internationale des Associations de Transitaires et Аssimiles).
Gli elicotteri della compagnia effettuano anche il servizio della Aerotaxi, il trasporto VIP, i voli per i sport estremi "HeliSky".

## Flotta
- 3 Kamov Ka-32A

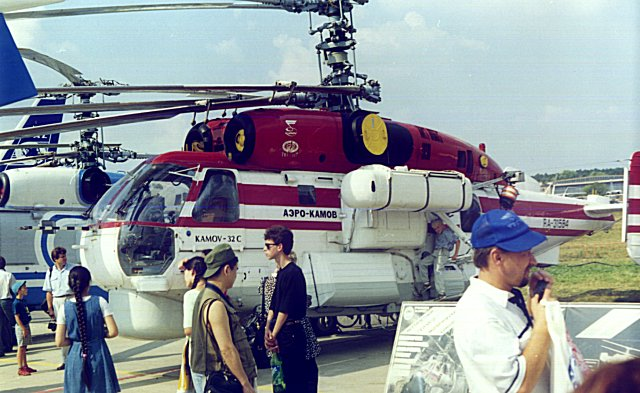
Kamov Ka-32S dell'Aero-Kamov nel 1997.

- 2 Kamov Ka-32C - un elicottero per le navi che permette di effettuare i lavori di trasporto di 5 tonnellate di peso e di passeggeri. L'elicottero è richiesto per scaricare le navi per effettuare i lavori di manutenzione delle piattaforme petrolifere ed anche come un velivolo per la Protezione Civile quando è attrezzato con i mezzi specifici di soccorso sanitario e con luci ed attrezzature che permettono di effettuare i voli 24 ore al giorno.
- 3 Kamov Ka-32T - un elicottero speciale per il trasporto attrezzato con i sistemi di stabilizzazione che aiutano nel pilotaggio e nella precisione durante i lavori di montaggio.[1]

## Ordinazioni
- 8 Mil Mi-8AMT.[2]

## Flotta storica
- 1 Kamov Ka-32A - un elicottero che può essere utilizzato si per il trasporto cargo si per il trasporto passeggeri. L'elicottero di questo tipo ha tutti i certificati internazionali sotto il nome KA32A11BC in Canada, Taiwan, Messico, Spagna, Svizzera.
- Kamov Ka-226
- Kamov Ka-26
- Mil Mi-8MTB (Mi-172)
- Mil Mi-2

## Accordi commerciali
- Protezione Civile della Russia
- Ministero del Interno della Russia
- Il Governo dell'Oblast' di Mosca, Russia
- Il Governo di Mosca, Russia
- Gazpromavia
- Scientific-Production Enterprise VZLET, Russia
- Heliswiss
- SvyazInTech, Russia
- Imidge Stroy, Russia
- ONU
- Kamov Company
- Kamov Holding